# Jazbin Vrh
Jazbin Vrh este o localitate din comuna Šentjur, Slovenia, cu o populație de 44 de locuitori.